# Port lotniczy Hradec Králové
Port lotniczy Hradec Králové (cz.: Letiště Hradec Králové, kod ICAO: LKHK) – port lotniczy położony w czeskim Hradcu Králové.